# Église Saint-Gilles de Fougy
L'église Saint-Gilles de Fougy est une église située au Bourg-Saint-Léonard, dans le département de l'Orne.
Elle est inscrite au titre des Monuments historiques depuis 1971.

## Localisation
L'église se situe dans le bourg de Fougy, ancienne commune rattachée depuis 1821 au Bourg-Saint-Léonard,.

## Architecture
L'église se compose d'une nef rectangulaire. Un clocher-porche y est rattaché. Le cimetière de Fougy s'étend autour de l'église.
L'intérieur des murs de l'édifice comporte des pots de grès. Ce genre d'aménagement sert à améliorer l’acoustique du bâtiment.
Une statue de saint Gilles du XVIe siècle est classée à titre d'objet.

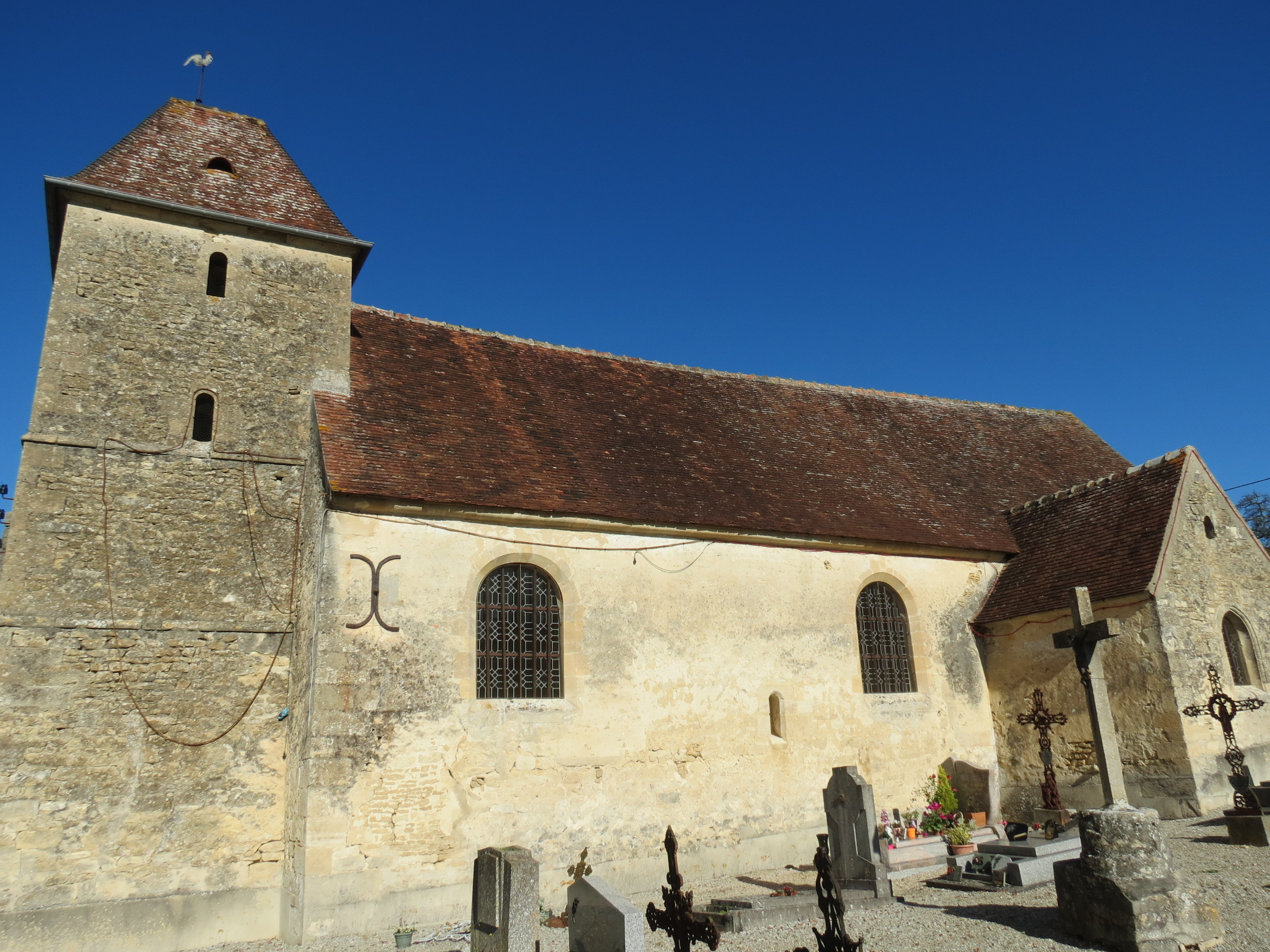
Vue latérale de l'église, avec le cimetière.
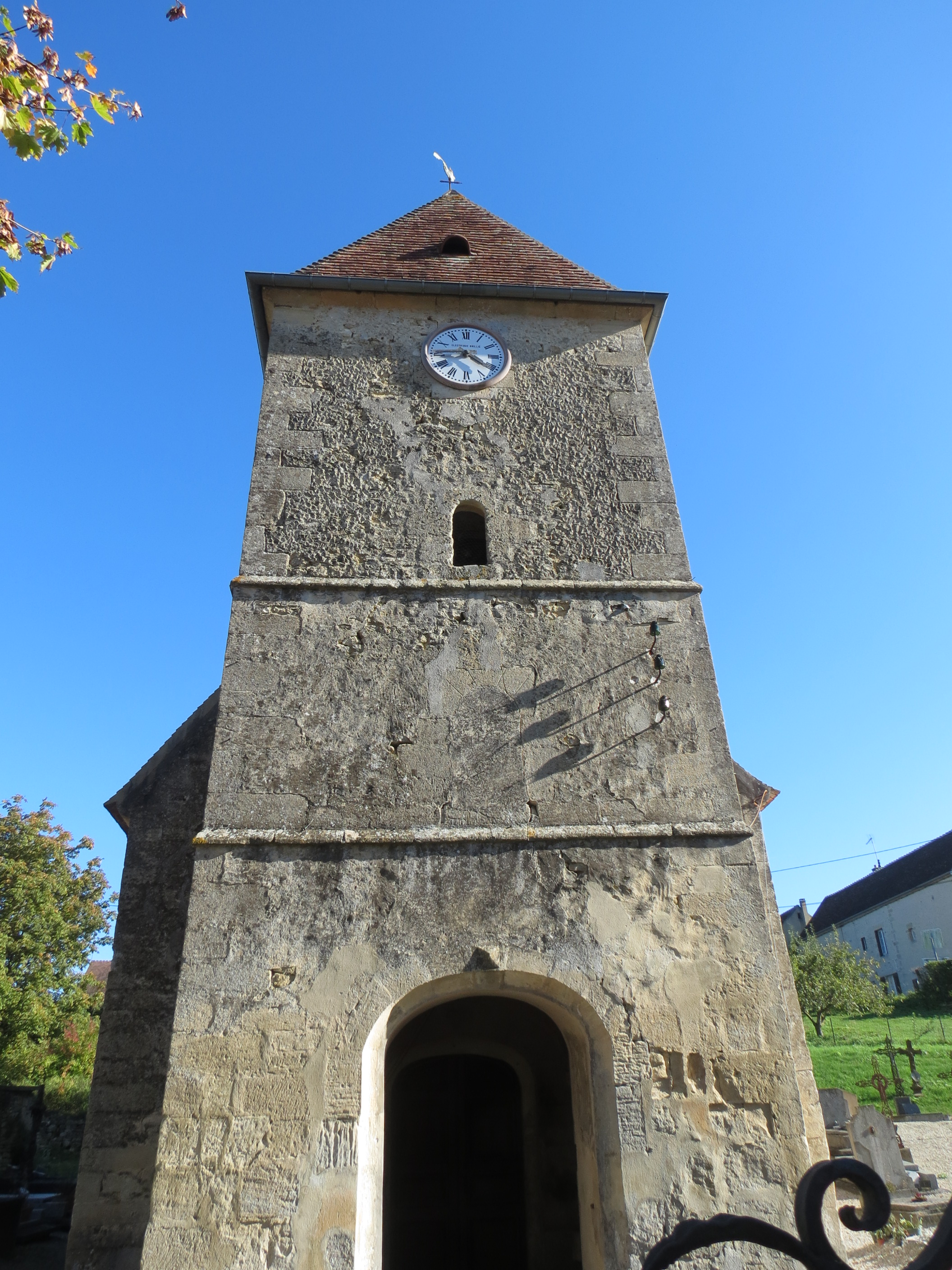
Clocher-porche.